# お昼の ののたん
『お昼の ののたん』（おひるの ののたん）は、2006年にハイクオソフト公式サイト内で、ゲームソフト『よつのは』のプロモーションとして配信されたインターネットラジオ番組。またi-mode携帯アプリとしても販売。
予告編（4月15日ごろ）、レギュラー18回（4月22日ごろ〜9月9日）、「1回限りの復活祭」（9月23日）、「生放送スペシャル」（11月5日）の計21回。レギュラーは毎週土曜日更新。なお「生放送スペシャル」はインテックス大阪で開かれたDream Party大阪2006秋での公開イベントで、配信はされていない。
ファイルフォーマットはFlashで、簡単な動画つき。バックナンバーは、2006年10月17日までは全話配信されていたが、それ以降は17回からのみ配信。
パーソナリティは『よつのは』メインヒロインの猫宮のの（榊原ゆい）で、終始、榊原ゆいではなくののとしてしゃべっている。ののが通う望月学園の校内放送という設定である。
『よつのは』では端役で放送部員の「るー」もスタッフとして画像にのみ顔グラフィックとテキスト（「るーちゃんカンペ」と書かれている）で登場。ただし、声の出演はない。他にもときおり『よつのは』登場人物が画像でのみ登場した。
番組タイトルは第2回で決定した。

## コーナー
友達の輪（友達100人できるかな? 計画）
リスナーから「お友達」を募集。あだ名が『よつのは』の続編『幼なじみとの暮らし方』のシステムボイスに追加された。

## 関連番組
- のののらぢお